# Королёв, Анатолий Максимович
Анатолий Максимович Королёв (род. 15 августа 1936 года, Свердловск, СССР) — Герой Социалистического Труда (1985), бригадир токарей Уральского завода тяжелого машиностроения имени С. Орджоникидзе Свердловской области, член ЦК КПСС.

## Биография
Родился 15 августа 1936 года в городе Свердловске в семье рабочего, русский. В 1953 году окончил школу. Вечернюю среднюю школу окончил в 1979 году.
В 1953—1955 годах работал учеником токаря в цех № 80 Уралмашзавода, в 1955—1958 годах проходил службу в Советской Армии в Московском военном округе. После демобилизации вернулся на завод подручным токаря. С декабря 1960 года работал токарем, с 1972 года бригадир токарей в цехе № 96 Уралмашзавода.
Был членом ВЛКСМ в 1952—1964 годах, членом КПСС с 1967 года, делегатом XXVI съезда КПСС, членом ЦК КПСС в 1981—1990 годах, делегатом XIX Всесоюзной конференции КПСС, членом Российского бюро ЦК КПСС.

## Награды
За свои достижения был награждён:
- 1974 — орден Трудового Красного Знамени;
- 1980 — звание «Заслуженный машиностроитель РСФСР»;
- 1981 — орден Ленина;
- 23.05.1985 — звание Герой Социалистического Труда с золотой медалью Серп и Молот и орден Ленина.